# Thala (slak)
Thala is een geslacht van weekdieren uit de klasse van de Gastropoda (slakken).

## Soorten
- Thala abelai Rosenberg & Salisbury, 2014
- Thala adamsi Rosenberg & Salisbury, 2003
- Thala angiostoma Pease, 1868
- Thala aubryi Turner, Gori & Salisbury, 2007
- Thala cernica (G. B. Sowerby II, 1874)
- Thala evelynae Rosenberg & Salisbury, 2014
- Thala exilis (Reeve, 1845)
- Thala exquisita Garrett, 1872
- Thala gloriae Rosenberg & Salisbury, 2003
- Thala gorii Rosenberg & Salisbury, 2003
- Thala hilli Rosenberg & Salisbury, 2007
- Thala jaculanda (Gould, 1860)
- Thala kawabei Herrmann & Chino, 2015
- Thala kilburni Rosenberg & Salisbury, 2014
- Thala lillicoi Rosenberg & Salisbury, 2007
- Thala maldivensis Turner, Gori & Salisbury, 2007
- Thala malvacea Jousseaume, 1898
- Thala manolae Turner, Gori & Salisbury, 2007
- Thala merrilli Rosenberg & Salisbury, 2014
- Thala milium (Reeve, 1845)
- Thala minagaorum Herrmann & Chino, 2015
- Thala mirifica (Reeve, 1845)
- Thala ogasawarana Pilsbry, 1904
- Thala pallida Rosenberg & Salisbury, 2014
- Thala pembaensis Herrmann & Gori, 2012
- Thala recurva (Reeve, 1845)
- Thala roseata (A. Adams, 1855)
- Thala ruggeriae Rosenberg & Salisbury, 2014
- Thala secalina (Gould, 1860)
- Thala simulans (Martens, 1880)
- Thala suduirauti Rosenberg & Salisbury, 2014
- Thala todilla (Mighels, 1845)
- Thala turneri Salisbury & Gori, 2013
- Thala violacea Garrett, 1872